# 183114 Vicques
183114 Vicques este o planetă minoră (asteroid) din centura de asteroizi. A fost descoperită pe 13 septembrie 2002 la Jura-Observatorium⁠(d) de Michel Ory⁠(d) și a fost numită după Vicques⁠(d). 
Obiectul prezintă o orbită caracterizată de o semiaxă mare de 2,3714415552491 UAi, o excentricitate de 0,15, o înclinație de 5,7 ° în raport cu ecliptica.